# Кокоро (закуска)
Кокоро — це закуска в Нігерії, створена народом йоруба. Її готують з маїсового борошна, змішаного з цукром і гаррі (маніоковим) або ямсовим борошном, і обсмажують у фритюрі. Зазвичай його продають у штаті Огун у Нігерії.
Під час аналізу харчових продуктів, доступних для школярів у Лагосі в 1991 році, зразки кокоро були придбані з кіосків і піддані мікробіологічному дослідженню. Було виявлено десять різних типів бактерій, включно з тими, що можуть спричиняти харчові отруєння та діарею. Це свідчить про необхідність поліпшення контролю за гігієною під час приготування і розробки методів для подовження терміну зберігання.
У дослідженні з покращення харчової цінності виявлено, що знежирене соєве або арахісове борошно можна використовувати для макухи до 10 % від загальної кількості борошна. Також була розроблена поживна закуска з кокоро, приготована екструзійним способом із суміші кукурудзи, сої, приправ та банана.